# Carex caudata
Carex caudata är en halvgräsart som först beskrevs av Georg Kükenthal, och fick sitt nu gällande namn av Pereda och José María Laínz Ribalaygua. Carex caudata ingår i släktet starrar, och familjen halvgräs. Inga underarter finns listade i Catalogue of Life.